# Optimální nástřelná vzdálenost
Optimální nástřelná vzdálenost (zkratka ONV) je údaj charakteristický pro konkrétní náboj vyjadřující vzdálenost na kterou je vhodné nastřelit zbraň aby byly efektivně využity balistické vlastnosti  náboje. Jedná se o pojem významný pro lovecké střelectví.
Je definována jako vzdálenost ve které balistická křivka podruhé protíná záměrnou a zároveň dráha letu střely se dostane nad záměrnou maximálně o 4 cm.
a - náměrná, b - cíl, c - vzdálenost ONV, d - maximální převýšení (pro ONV zvoleno 4 cm)

## Použití
Nastřelením zbraně na ONV je využíta ta část dráhy střely kdy se střela vystoupá nad záměrnou maximálně 4 cm. Tato odchylka je na základě dohody považována na akceptovatelnou pro lov zvěře. Pokud bychom započetli i pásmo 4 cm pod záměrnou, je akceptovatelná i vzdálenost za ONV. Tato vzdálenost se nazývá Bod letu ONV.
S nastřelením zbraně na ONV lze střílet na větší vzdálenosti bez nutnosti korekce výšky. 

### Příklad
Rozdíly při nastřelení náboje RWS 308 W se střelou 9,7 g.
| Porovnání odchylek pro různá nastřelení zbraně | Porovnání odchylek pro různá nastřelení zbraně | Porovnání odchylek pro různá nastřelení zbraně |
| ---------------------------------------------- | ---------------------------------------------- | ---------------------------------------------- |
| Vzdálenost                                     | Nastřelení 100 m                               | Nastřelení ONV 176 m                           |
| 50 m                                           | +0,7 cm                                        | +1,4 cm                                        |
| 100 m                                          | 0 cm                                           | +4 cm                                          |
| 150 m                                          | -3,5 cm                                        | +2,6 cm                                        |
| 200 m                                          | -11,7 cm                                       | -3,6 cm                                        |

## Zjištění ONV
Parametr ONV může být udáván výrobcem střeliva a je charakteristikou konkrétního náboje. Vzhledem k tomu, že úsťová rychlost stejného náboje se může lišit podle zbraně, může se ONV pro konkrétní zbraně mírně lišit. Proto je vhodné znát metodiku použitou pro stanovení ONV konkrétním výrobcem.  